# Camponotus trapezoideus
Camponotus trapezoideus é uma espécie de inseto do gênero Camponotus, pertencente à família Formicidae.